# Steve Holmes
Steve Holmes (Sibiu, 23 maart 1961) is een in Roemenië geboren Duits pornoacteur, producer en regisseur. Hij heeft verschillende prijzen en onderscheidingen ontvangen, waaronder de AVN Award Best Sex Scene in a Foreign-Shot Production. In 2017 werd Holmes opgenomen in de AVN Hall of Fame.
Holmes verscheen in zijn eerste pornofilm op 22 november 1996. Binnen korte tijd werd hij een van de meest geboekte acteurs in de Duitse porno-industrie. Sinds 2002 woont en werkt hij echter voornamelijk in Boedapest en Los Angeles. Tussen 1996 en 2019 speelde hij in meer dan 2000 films.
Voor zijn rol in Private Black Label: Eternal Love werd Holmes geëerd met de prijs voor Beste Bijrol op het Festival Internacional de Cine Erotico in Barcelona in 2001. Tijdens de AVN Awards in Las Vegas in 2005 en 2006 ontving hij de prijs voor beste mannelijke buitenlandse acteur. Hij ontving ook talrijke prijzen in Berlijn, Brussel en Belgrado.
Holmes werkt sinds 2003 ook als regisseur van pornofilms.